# Ishtar

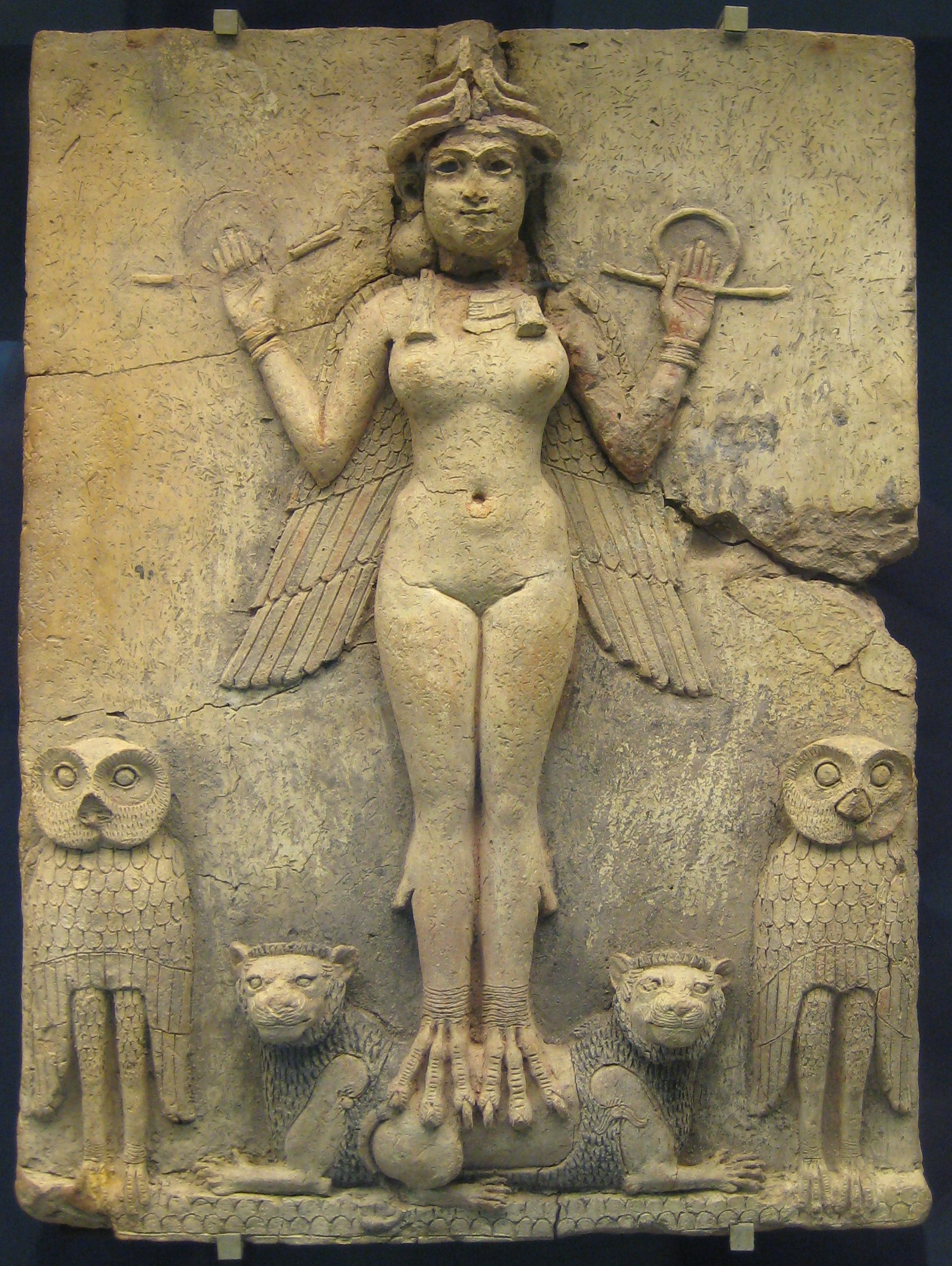
Relief av Nattens drottning (äldre babylonisk period). Reliefen anses av många representera en aspekt av Ishtars många olika utseenden.

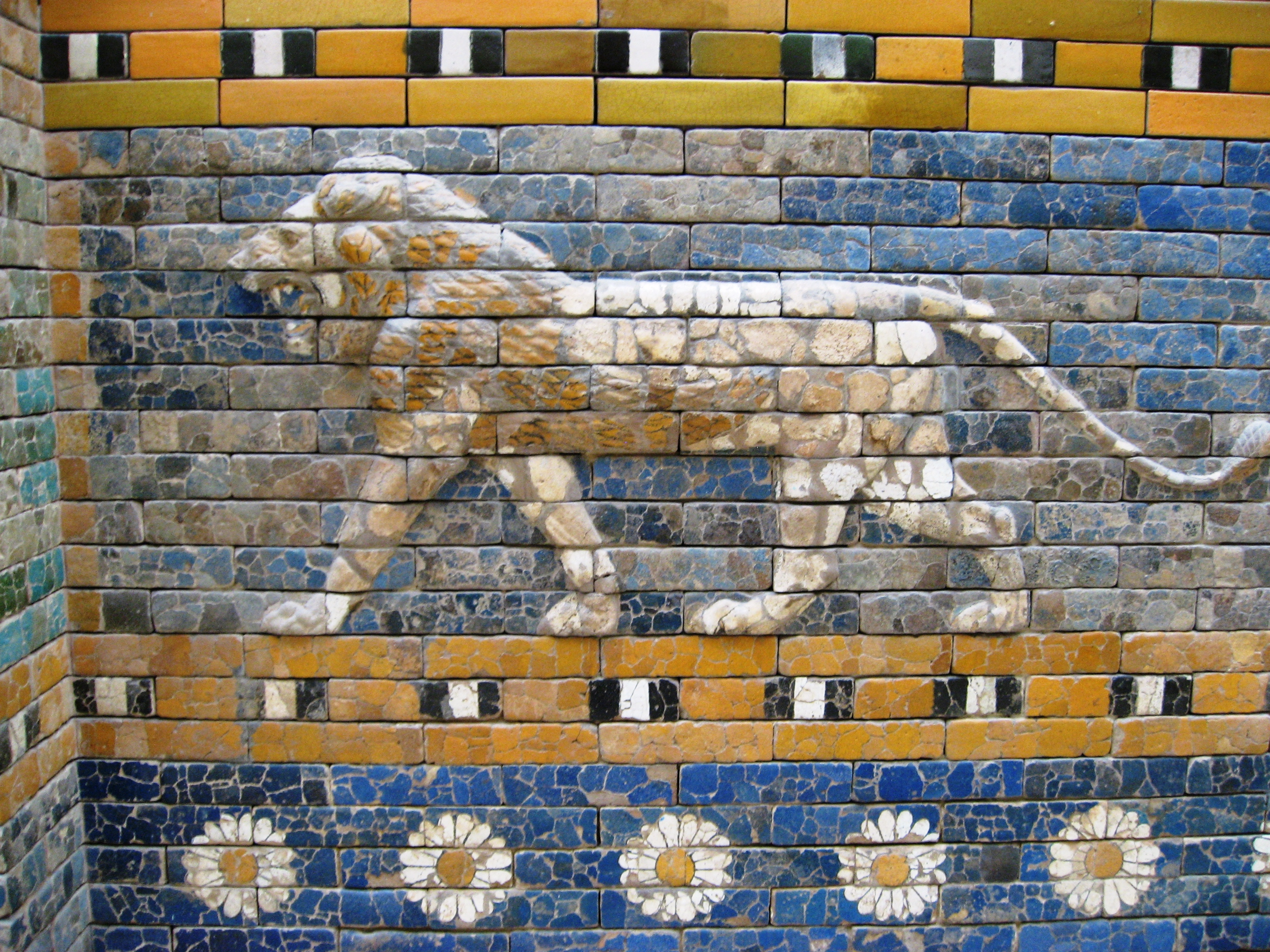
Ishtar brukade representeras av ett lejon, som här på Ishtarporten.

Ishtar (akkadiska:  , sumeriska: 𒀭𒌋𒁯; även Ischtar, Istar) var kärlekens, krigets och magins gudinna och himlens drottning i mesopotamisk mytologi, dotter till Anu och hustru till Tammuz. Hennes sumeriska namn var Inanna. Herodotos kallade henne Mylitta. Ishtar var föregångare till Astarte, i sin tur föregångare till Afrodite.
Ishtar dyrkades jämsides med Anu i det stora templet i Uruk. Ishtarporten restes till hennes ära. Alexander den Store besökte det stora templet helgat åt henne (ibland beskriven som Astarte) i Arbela.

## Mytologi
När hennes make Tammuz avled, begav hon sig ned till underjorden för att hämta tillbaks honom. Hennes företag att återbörda sin make, växtlighetsguden Tammuz, sågs som en mytologisk metafor för årstidernas och jordbrukets växlingar.

## Namn
Det har föreslagits att hennes namn, som också användes för planeten Venus, lånats in i de indoeuropeiska språken och bildat grund till orden för "stjärna". Hennes roll i den mesopotamiska religionen har vissa likheter med den nordiska Freja.